# Émile Jeanbrau
Émile Jeanbrau (Alès, 1º ottobre 1873 – Montpellier, 14 maggio 1950) è stato un medico francese candidato al Premio Nobel per la medicina per 1 volta senza vincerlo.
Jeanbrau è diventato famoso per il suo lavoro sulla trasfusione di sangue e sull'urologia. È colui che ha effettuato la prima trasfusione riuscita di sangue nell'uomo all'inizio della Grande Guerra.

## Biografia
Émile Jeanbrau è figlio di un maestro sarto militare. Studente del liceo Jean Baptiste Dumas, completò gli studi di medicina a Montpellier e divenne stagista ospedaliero nel 1896. Difese una tesi medica nel 1898 intitolata "De la voie sous-péritonéale dans certaines suppurations du bassin".
Ha continuato la sua carriera come professore associato di chirurgia e direttore della clinica chirurgica presso la Facoltà di Medicina dell'Università di Montpellier. Fondatore della clinica delle malattie delle vie urinarie di Montpellier nel 1908, titolare della cattedra di clinica delle malattie delle vie urinarie presso la Facoltà di Montpellier dal 1922, lì divenne un rinomato urologo.
Mobilitato come ufficiale medico presso l'ospedale di Biarritz durante la prima guerra mondiale, effettuò la prima trasfusione di sangue conservato con citrato di sodio il 16 ottobre 1914. Sviluppò un metodo di prelievo transcutaneo, evitando la procedura chirurgica consistente nell'esposizione dei vasi del donatore. L'aggiunta dell'anticoagulante al sangue prima della trasfusione dei feriti di guerra consente di diffondere su larga scala questo gesto salvavita. Fu anche uno dei pionieri nel reinserimento dei soldati invalidi fondando a Montpellier, alla fine della Grande Guerra, una scuola professionale per i feriti di guerra e un'organizzazione regionale per i mutilati di guerra.
Il professor Jeanbrau è stato membro corrispondente della Sezione di Medicina e Chirurgia dell'Accademia francese delle scienze e Comandante della Legion d'Onore.